# Spencer Havner
(en) Statistiques sur pro-football-reference
Spencer Rhett Havner (né le 2 février 1983 à Sacramento) est un joueur américain de football américain.

## Enfance
Havner joue aux postes de linebacker et de tight end à la Nevada Union High School à Grass Valley. Il réalise de bonnes performances et remporte le championnat de sa ville. Il figure parmi les meilleurs joueurs des États-Unis. Il s'illustre dans le basket-ball.

## Carrière

### Université
Après une saison vierge en 2001, Havner commence treize matchs en 2002, réalisant 96 tacles avec deux sacks et deux interceptions. En 2004, il fait partie de l'équipe de la saison au niveau junior (troisième année) au niveau national de diverses associations. En 2005, il remporte le Sun Bowl, effectuant sept tacles et une interception.

### Professionnel
Inscrit sur la liste du draft de 2006 de la NFL, il n'est choisi par aucune franchise. Il signe un contrat peu de temps après avec les Redskins de Washington qui le gardent le temps de la pré-saison. Vers la moitié de la saison 2006, il signe avec les Packers de Green Bay, intégrant l'équipe d'entraînement mais est remercié au début de la saison 2008. Le 15 octobre de la même année, il revient à Green Bay et est intégré à l'équipe d'entraînement avant d'être promu à l'équipe active (jouant en NFL) le 4 décembre.
Le 25 octobre 2009, Spencer Havner marque son premier touchdown en NFL sur une passe de quarante-cinq yards de Aaron Rodgers. La semaine suivante, il en marque deux autres contre les Vikings du Minnesota, encore sur des passes de Rodgers. Il en marque un quatrième plus tard dans la saison contre les Cowboys de Dallas. Il marque un touchdown lors du match de la wild card (play-off) contre les Cardinals de l'Arizona.
En mars 2010, il est arrêté par la police après un accident de moto. Il est remercié par les Packers avant le début de la saison 2010, le 4 septembre.
Le lendemain de son départ, il est contacté par les Lions de Detroit qui le recrute mais il est libéré le 14 octobre 2010 à cause d'une blessure au tendon. Il fait son retour chez les Packers le 12 novembre 2010 après la blessure de Mark Tauscher. Il termine la saison avec les Packers et est résilié le 28 août 2011, peu de temps avant le début de la saison 2011.